# Campionato italiano di hockey su prato femminile
Il campionato italiano femminile di hockey su prato è organizzato dalla Federazione Italiana Hockey.
Dalla stagione 2022-2023, la massima serie passa da Serie A1 a Serie A Élite, mentre le Serie A1 e A2 diventano rispettivamente secondo e terzo livello del campionato.

## Albo d'oro

Il Cus Catania campione d'Italia 1991-1992

- 1942  GUF Genova
- 1943  GUF Roma
- 1965  Buscaglione Roma
- 1966  CUS Roma
- 1967  San Saba
- 1968  Buscaglione Roma
- 1969  Buscaglione Roma
- 1970  Red Tigers Genova
- 1971  Buscaglione Roma
- 1972  CUS Genova
- 1973  CUS Roma
- 1974  Lorenzoni[2]
- 1975  Lorenzoni[2]
- 1976  Lorenzoni[2]
- 1977  Lorenzoni[2]
- 1978  Lorenzoni[2]
- 1979  Lorenzoni[2]
- 1980  Rassemblement Torino
- 1980-81  Lorenzoni[2]
- 1981-82  Amsicora
- 1982-83  Lorenzoni[2]
- 1983-84  Lorenzoni[2]
- 1984-85  Amsicora
- 1985-86  Amsicora
- 1986-87  Amsicora
- 1987-88  Libertas San Saba
- 1988-89  Eur
- 1989-90  CUS Catania
- 1990-91  CUS Catania

- 1991-92  CUS Catania
- 1992-93  CUS Catania
- 1993-94  CUS Catania
- 1994-95  Lorenzoni
- 1995-96  CUS Catania
- 1996-97  Lorenzoni
- 1997-98  Martesana
- 1998-99  Libertas San Saba
- 1999-00  Lorenzoni
- 2000-01  Libertas San Saba
- 2001-02  Libertas San Saba
- 2002-03  Libertas San Saba
- 2003-04  Mori Villafranca
- 2004-05  Libertas San Saba
- 2005-06  Mori Villafranca
- 2006-07  Lorenzoni
- 2007-08  Mori Villafranca
- 2008-09  Libertas San Saba
- 2009-10  Libertas San Saba
- 2010-11  Libertas San Saba
- 2011-12  Lorenzoni
- 2012-13  Lorenzoni
- 2013-14  CUS Catania
- 2014-15  Amsicora
- 2015-16  Amsicora
- 2016-17  CUS Pisa
- 2017-18  Lorenzoni
- 2018-19  Amsicora
- 2019-20  Amsicora
- 2020-21  Argentia
- 2021-22  Lorenzoni
- 2022-23  Butterfly Roma
- 2023-24  Amsicora
- 2024-25  Amsicora